# Claudio Bravo (peintre)
Pour les articles homonymes, voir Claudio Bravo et Bravo.
Claudio Bravo né le 8 novembre 1936 à Valparaíso au Chili et mort le 4 juin 2011 à Taroudant au Maroc, est un artiste peintre ayant vécu à Tanger et à Taroudant, au Maroc, depuis 1972.

## Biographie
En 1945, Claudio Bravo rejoint le Colegio San Ignacio à Santiago du Chili et étudie les arts au studio de Miguel Venegas Cienfuentes à Santiago.
En 1954, il présente sa première exposition au Salón 13 à Santiago. Il n'a alors que dix-sept ans. En 1955, il danse professionnellement avec la Compañía de Ballet de Chile  et travaille pour le Teatro de Ensayo de la Universidad Católica de Chile.
Dans les années 1960, il s'établit à Madrid et devient portraitiste. Il acquiert une large reconnaissance pour la virtuosité technique avec laquelle il imite le réel. Son habileté à dépeindre les objets et les formes complexes rappelle celle de Velazquez.
En 1968, Bravo reçoit une invitation du président Marcos des Philippines à venir le peindre, lui et sa femme, Imelda Marcos, ainsi que d'autres membres de la haute société.
Claudio Bravo fait sa première exposition à la Staempfli Gallery à New York en 1970, qui reçoit alors l'appréciation du renommé critique d'art du New York Times John Canaday. Des années plus tard cependant, lorsque l'œuvre de Bravo devient un miroir du mouvement hippie, Canaday décrie l'œuvre de Bravo, la décrivant comme étant « de piètre qualité et vulgaire ».
Bravo s’installa en 1972 au Maroc. Il achète d’abord à Tanger une maison cossue du XIXe siècle. Il la transforme et en peint les murs en blanc pour y faire entrer cette lumière de la Méditerranée si présente dans ses toiles. Il dispose également d’un atelier à Marrakech et d’un autre à Taroudant. Il y vit de façon quasi monacale, peignant plus de huit heures par jour, exigence qui l’a fait qualifier par son ami Mario Vargas Llosa de « moine laïque et d’aristocrate solitaire »
Le 4 juin 2011, Claudio Bravo succombe à Taroudant d'une crise d'épilepsie, alors qu'il est en train de dessiner son dernier tableau, qui représentait un voile tombant sur le mur de sa chambre[réf. nécessaire].
Il a laissé toute sa fortune à son ami Bachir Tabchich qui l'a accompagné à Tanger et à Taroudant.
Il confie, dans un film réalisé sur lui par Philippe Aubert, et présenté à New York en novembre 2010 et à Montréal en mars 2011, à quel point il est attaché au Maroc, voulant rendre à ce pays tout ce qu'il lui avait donné.

## Portraits
Bravo a peint plusieurs personnalités d'envergure, dont le roi Hassan 2 ,le roi Mohamed 6 ,
des membres de la famille de Francisco Franco, Ferdinand Marcos et sa femme Imelda, ainsi que Malcolm Forbes. Il a peint aussi son propre portrait.

## Place dans les musées
Les tableaux de Claudio Bravo font partie des collections suivantes :
- Baltimore Museum of Art, Baltimore, Maryland ;
- The Metropolitan Museum of Art, New York, New York ;
- Museo Nacional de Bellas Artes, Santiago, Chili ;
- Museo Rufino Tamayo, Mexico, Mexique ;
- Musée Boijmans Van Beuningen, Rotterdam, Pays-Bas ;
- Museum of Modern Art, New York, New York ;
- Musée Ludwig, Cologne, Allemagne ;
- The Palmer Museum of Art, State College, Pennsylvanie ;
- Philadelphia Museum of Art, Philadelphia, Pennsylvanie.